# 三星Galaxy A40
三星Galaxy A40是一款由韩国三星电子于2019年3月19日推出，2019年4月10日在欧洲首发
的中阶Android智能手机，隶属于三星Galaxy A系列，搭载Android 9操作系统以及One UI用户界面。